# Alex Howes
Pour les articles homonymes, voir Howes.
Alex Howes, né le 1er janvier 1988 à Golden, est un coureur cycliste américain, membre de l'équipe EF Education-EasyPost. Il est notamment champion des États-Unis sur route en 2019.

## Biographie
Alex Howes devient coureur professionnel en 2007 dans l'équipe continentale professionnelle Slipstream. En 2008, il court en France au VC La Pomme Marseille. En 2009, il est membre de l'équipe Felt-Holowesko, réserve de l'équipe professionnelle Garmin-Slipstream. Il est champion des États-Unis sur route espoirs et remporte une étape du Tour de l'Utah. Il est stagiaire dans celle-ci en fin de saison. Aux championnats du monde des moins de 23 ans à Mendrisio, il abandonne lors de la course en ligne. En 2010, il est vice-champion des États-Unis sur route espoirs. Il participe à nouveau aux championnats du monde sur route dans la catégorie espoirs. Il y est 64e de la course en ligne. En 2011, son équipe obtient le statut d'équipe continentale, sous le nom de Chipotle Development.
En 2012, il intègre le ProTeam Garmin-Barracuda, avec lequel il signe un contrat de deux ans. Cette équipe prend le nom de Garmin-Sharp en cours de saison. En début de saison, Howes se classe notamment sixième de la Flèche brabançonne. Lors de l'Amstel Gold Race, il fait partie de l'échappée qui effectue la majeure partie de la course en tête. En juin, il se fracture une clavicule à l'entraînement. En septembre, il est sélectionné en équipe nationale pour la course en ligne des championnats du monde. Il en prend la 64e place.
Howes est sélectionné pour la course en ligne des championnats du monde de Richmond, dont il prend la douzième place.
En juin 2019, il devient champion des États-Unis sur route. En avril 2021, il participe à la Flèche wallonne, où il est membre de l'échappée du jour.

## Palmarès et classements mondiaux

### Palmarès
- 2004
  - 2e du championnat des États-Unis sur route débutants
  - 3e du championnat des États-Unis de cyclo-cross débutants
- 2005
  - 2e du championnat des États-Unis de cyclo-cross juniors
- 2009
  -  Champion des États-Unis sur route espoirs
  - 4e étape du Tour de l'Utah
- 2010
  - 2e du championnat des États-Unis sur route espoirs
- 2012
  - 2e étape du Tour de l'Utah (contre-la-montre par équipes)
- 2014
  - 7e étape du Tour du Colorado
  - 3e du championnat des États-Unis sur route
- 2016
  - 2e du championnat des États-Unis sur route
  - 9e du Tour d'Alberta
- 2017
  - 1re étape de la Cascade Cycling Classic
  - 2e étape de la Colorado Classic
  - 3e étape du Tour d'Alberta
  - 3e de la Colorado Classic
  - 3e du Tour d'Alberta
- 2019
  -  Champion des États-Unis sur route

### Résultat sur les grands tours

#### Tour de France
2 participations
- 2014 : 127e
- 2016 : 131e

#### Tour d'Italie
1 participation
- 2017 : 136e

#### Tour d'Espagne
2 participations
- 2013 : 93e
- 2015 : 129e

### Classements mondiaux
| Année                                 | 2010 | 2011 | 2012 | 2013 | 2014 | 2015 | 2016 | 2017  | 2018  | 2019 | 2020 | 2021  |
| ------------------------------------- | ---- | ---- | ---- | ---- | ---- | ---- | ---- | ----- | ----- | ---- | ---- | ----- |
| UCI World Tour                        |      |      | nc   | nc   | nc   | nc   | nc   | 330e  | 368e  |      |      |       |
| Classement mondial                    |      |      |      |      |      |      | 568e | 265e  | 2109e | 616e | nc   | 2339e |
| UCI Europe Tour                       | nc   | nc   |      |      |      |      | nc   | 1514e | nc    |      |      |       |
| UCI Asia Tour                         | nc   | 222e |      |      |      |      | nc   | nc    | nc    |      |      |       |
| UCI America Tour                      | 292e | 196e |      |      |      |      | 53e  | 4e    | 498e  | 66e  | nc   | 395e  |
|                                       |      |      |      |      |      |      |      |       |       |      |      |       |
| Légende : nc = non classéSource : UCI |      |      |      |      |      |      |      |       |       |      |      |       |